# Geichsenmühle

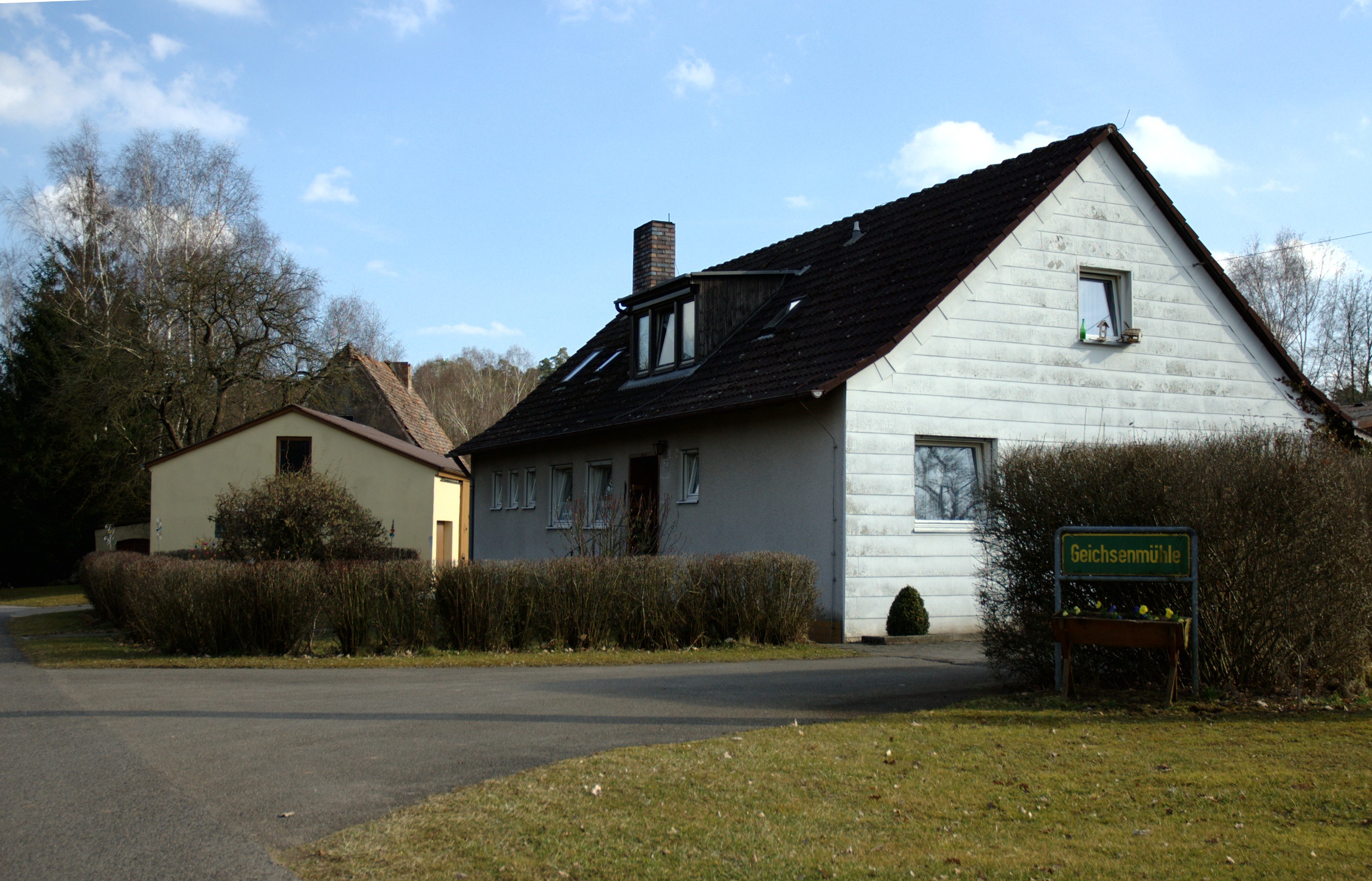
Geichsenmühle

Geichsenmühle (fränkisch: Geiksa-mil) ist ein Gemeindeteil der Gemeinde Neuendettelsau im Landkreis Ansbach (Mittelfranken, Bayern). Geichsenmühle liegt in der Gemarkung Aich.

## Geografie
Die Einöde liegt an der Aurach und am Heiligenbächl, der dort als rechter Zufluss in die Aurach mündet. Sie ist nach der Hammerschmiede die zweite an der Aurach gelegene Mühle. Ein Wirtschaftsweg führt nach Mausenmühle (1 km östlich) bzw. zu einer Gemeindeverbindungsstraße (0,1 km westlich), die nach Geichsenhof (0,2 km südlich) bzw. an der Hammerschmiede vorbei nach Aich verläuft (0,7 km nordwestlich). Unmittelbar nördlich von der Geichsenmühle verläuft die Bundesautobahn 6.

## Geschichte
Der Ort wurde im Salbuch des Heilsbronner Klosters von 1402 als „Geissenmül“ erstmals urkundlich erwähnt. Wie bei Geichsenhof ist bei der Geichsenmühle das Bestimmungswort des Ortsnamens der Geißbock. Im Jahr 1408 wurde die Mühle vom damaligen Heilsbronner Abt Stromer an Eberhard Mülner vererbt.
Im 16-Punkte-Bericht des Oberamts Windsbach aus dem Jahr 1608 wurde für Geichsenmühle eine Mannschaft verzeichnet, die das Klosterverwalteramt Heilsbronn als Grundherrn hatte. Das Hochgericht übte das brandenburg-ansbachische Kasten- und Stadtvogteiamt Windsbach aus. Um 1602 konnte die Mühle samt Zugehörungen noch für 1600 Gulden verkauft werden. Sieben Jahre nach dem Dreißigjährigen Krieg war alles „von Grund aus abgebrannt und das Geringste nicht mehr vorhanden“, so dass sie für nur 32 Gulden verkauft werden musste. Nach mehrfachem Besitzwechsel gelangte sie 1699 an die Familie Traumüller, ab 1770 war sie in Besitz der Familie Geißelbrecht.
An den zuständigen Ämtern hatte sich bis Ende des 18. Jahrhunderts nichts geändert. Unter der preußischen Verwaltung (1792–1806) des Fürstentums Ansbach erhielt die Geichsenmühle bei der Vergabe der Hausnummern die Nr. 27 des Ortes Aich. Von 1797 bis 1808 unterstand der Ort dem Justiz- und Kammeramt Windsbach. In der Bayerischen Uraufnahme von 1808 wurde sie als „Geigsenmühle“ verzeichnet.
Im Rahmen des Gemeindeedikts wurde Geichsenmühle dem 1808 gebildeten Steuerdistrikt Aich und der 1810 gegründeten Ruralgemeinde Aich zugeordnet.
Im Jahre 1963 verunglückte Georg Geißelbrecht in der Mühle tödlich. Seitdem ist die Mühle stillgelegt.
Im Zuge der Gebietsreform in Bayern wurde Geichsenmühle am 1. Januar 1972 nach Neuendettelsau eingegliedert.

### Bau und Bodendenkmäler
- Haus Nr. 27 (ehemalige Sägemühle): zweigeschossiger Bau wohl aus dem 16. Jahrhundert, bezeichnet 1851, mit zweigeschossigem Fachwerkgiebel und Krangaube[16]
- Fachwerk-Nebengebäude und Kleintierstall aus dem 16. bis 18. Jahrhundert[16]
- Etwas nördlich war eine Siedlung der Jungsteinzeit.[16]

### Einwohnerentwicklung
| Jahr      | 001818 | 001836 | 001840 | 001871 | 001885 | 001900 | 001925 | 001950 | 001961 | 001970 | 001987 | 002007 | 002013 |
| Einwohner | 5      | 9      | 9      | 8      | 10     | 10     | 7      | 5      | 3      | 7      | 4      | 4      | 4      |
| Häuser    | 1      | 1      | 2      |        | 2      | 2      | 1      | 1      | 1      |        | 1      |        |        |
| Quelle    | [ 18 ] | [ 19 ] | [ 20 ] | [ 21 ] | [ 22 ] | [ 23 ] | [ 24 ] | [ 25 ] | [ 26 ] | [ 27 ] | [ 28 ] | [ 29 ] | [ 1 ]  |

## Religion

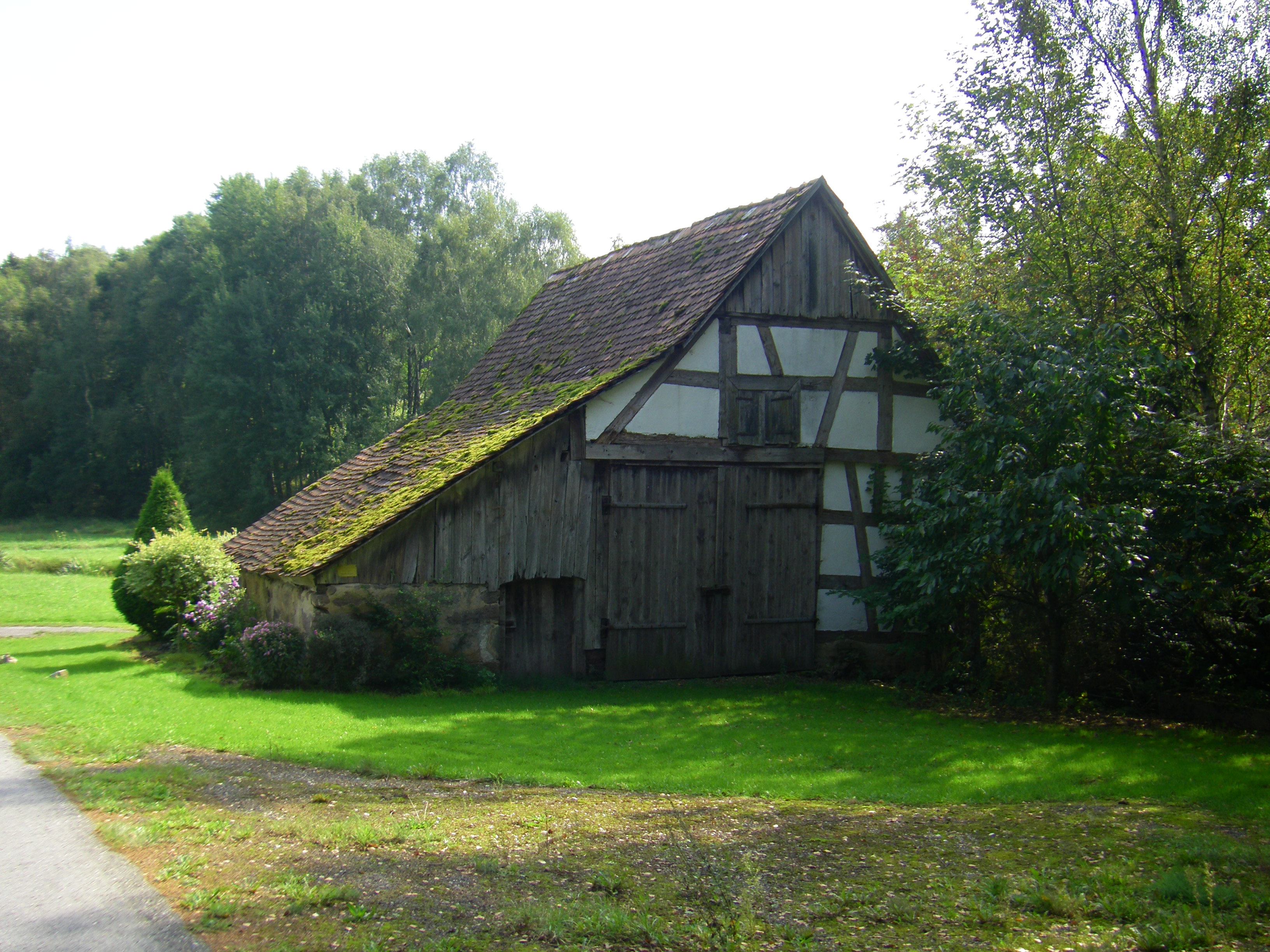
Fachwerk-Nebengebäude

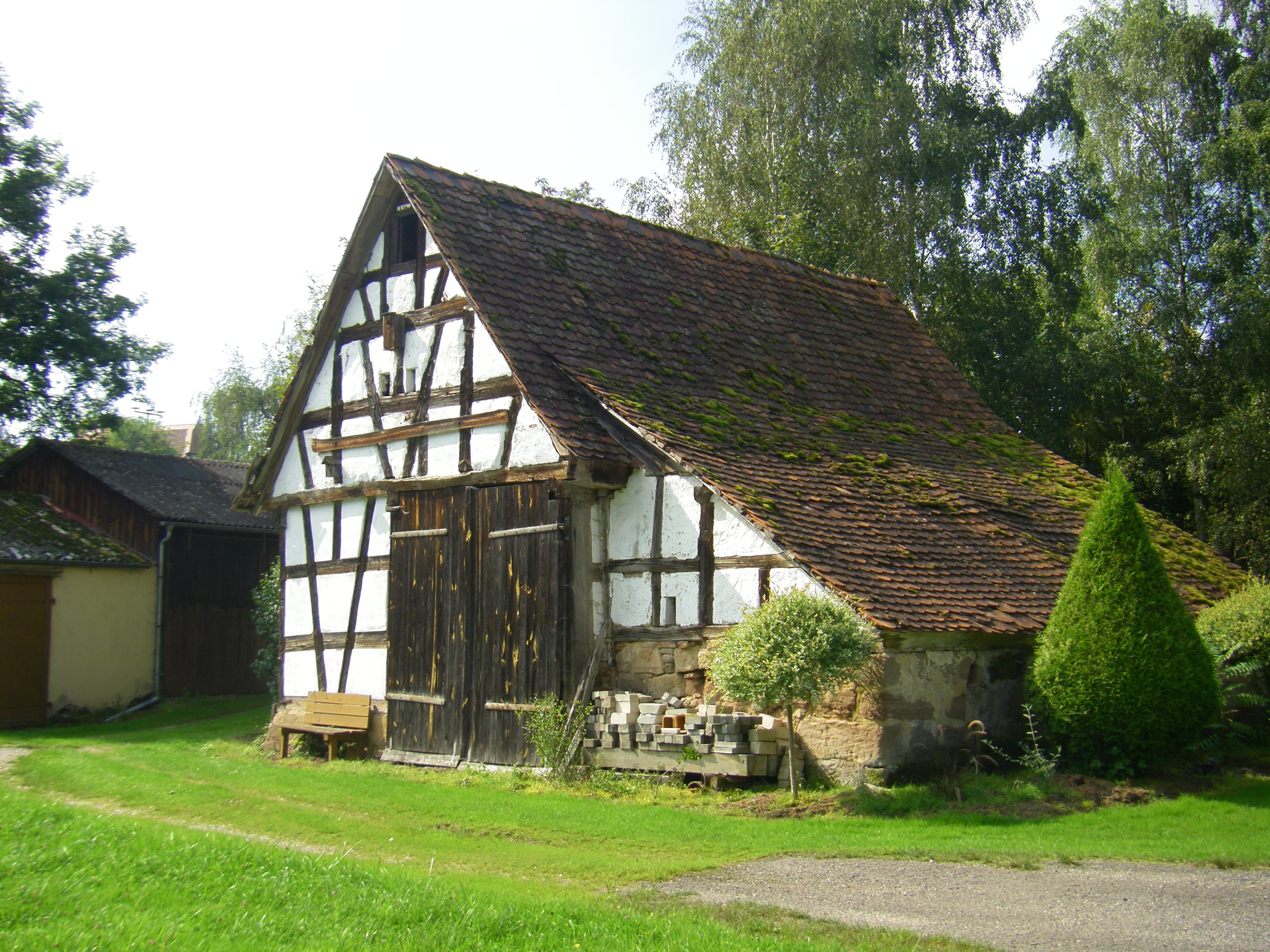
Fachwerk-Nebengebäude

Der Ort ist seit der Reformation evangelisch-lutherisch geprägt und war ursprünglich nach St. Peter (Petersaurach) gepfarrt, ab 1812 war die Pfarrei St. Michael (Weißenbronn) zuständig und seit 1834 die Pfarrei St. Nikolai (Neuendettelsau). Die Einwohner römisch-katholischer Konfession waren ursprünglich nach St. Vitus (Veitsaurach) gepfarrt, seit 1976 ist die Pfarrei St. Franziskus (Neuendettelsau) zuständig.